# No One (canção de Maja Keuc)
No One é uma canção da cantora Maja Keuc. Ela representou a Eslovénia no Festival Eurovisão da Canção 2011 na segunda semi-final, terminando em 3º lugar com 112 pontos, conseguindo passar á final e classificando-se em 13º lugar com 96 pontos na final.

## Letra
A letra explica-nos que a cantora sofreu muito e que ainda ama o seu ex-companheiro, mas que a vida segue e ela tem a certeza que conseguirá dar a volta por cima. No entanto, ele ficará sozinho, porque não há ninguém que o ame tanto como ela.